# Petersburg (Dakota du Nord)
Pour les articles homonymes, voir Petersburg.
Petersburg est une ville située dans le comté de Nelson, dans l’État du Dakota du Nord, aux États-Unis. Sa population s’élevait à 192 habitants lors du recensement de 2010, estimée à 172 habitants en 2018.

## Démographie
| 1910 | 1920 | 1930 | 1940 | 1950 | 1960 |
| ---- | ---- | ---- | ---- | ---- | ---- |
| 353  | 367  | 310  | 285  | 318  | 272  |

| 1970 | 1980 | 1990 | 2000 | 2010 | - |
| ---- | ---- | ---- | ---- | ---- | - |
| 266  | 230  | 219  | 195  | 192  | - |

## Source
- (en) Cet article est partiellement ou en totalité issu de l’article de Wikipédia en anglais intitulé « Petersburg, North Dakota » (voir la liste des auteurs).